# Мартин Гергов
Мартин Иванов Гергов е четирикратен шампион на България по силов трибой (пауърлифтинг), фитнес треньор, блогър и влогър.

## Биография
Завършва основно образование в с. Свирачи (под грижите най-вече на баба си) и средно образование в Ивайловград.
Приет е в специалност „Мотострелкови войски“ във ВВОВУ „Васил Левски“, Велико Търново през 1996 г. Напуска училището по собствено желание през 1998 г. Започва работа като старшина на рота в Крумовград.
Приет е в специалност „Силов трибой“ в Националната спортна академия „Васил Левски“ през 1999 г. Включен е в Националния отбор на България по силов трибой през 2000 г. Негови треньори са Митко Илиев, Андон Николов, Иван Абаджиев, Галин Коларов, Димчо Бъчваров.
След като прекратява състезателната си кариера, започва работа като фитнес треньор в World Class Health Academy в София.
Няколко години по-късно става блогър и влогър, като специализира с курсове в областта на Wordpress. Води рубрики във вестник „Труд“, списанието за бременност и майчинство „9 месеца“ и други издания. Има написани над 1000 статии в блога си.